# Theridion antillanum
Theridion antillanum là một loài nhện trong họ Theridiidae.
Loài này thuộc chi Theridion. Theridion antillanum được Eugène Simon miêu tả năm 1894.